# Ophisaurus ventralis
Ophisaurus ventralis är en ödleart som beskrevs av Carl von Linné 1766. Ophisaurus ventralis ingår i släktet Ophisaurus och familjen kopparödlor. IUCN kategoriserar arten globalt som livskraftig. Inga underarter finns listade i Catalogue of Life.
Med en längd upp till 108 cm (med svans) är Ophisaurus ventralis den största ödlan som förekommer ursprunglig i USA. Den saknar extremiteter och misstas därför ofta för en orm. De flesta exemplar blir med svans cirka 70 cm långa.
Arten förekommer i sydöstra USA från östra Louisiana till sydöstra Virginia samt till Florida. Habitatet varierar mellan torra och fuktiga skogar, buskskogar och fuktiga gräsmarker. Den besöker gärna vattenansamlingar som pölar eller översvämningsområden nära insjöar.
Individerna gräver ibland i marken eller de gömmer sig under bråte. Äggen läggs ofta nära en gräsklump.